# Lubbockichthys
Lubbockichthys är ett släkte av fiskar. Lubbockichthys ingår i familjen Pseudochromidae.
Kladogram enligt Catalogue of Life:
| Lubbockichthys | \| \| Lubbockichthys multisquamatus \| \| \| \| \| \| Lubbockichthys myersi \| \| \| \| \| \| Lubbockichthys tanakai \| \| \| \| |
|                | \| \| Lubbockichthys multisquamatus \| \| \| \| \| \| Lubbockichthys myersi \| \| \| \| \| \| Lubbockichthys tanakai \| \| \| \| |
|                | Amsichthys |
|                | |
|                | Anisochromis |
|                | |
|                | Assiculoides |
|                | |
|                | Assiculus |
|                | |
|                | Blennodesmus |
|                | |
|                | Chlidichthys |
|                | |
|                | Congrogadus |
|                | |
|                | Cypho |
|                | |
|                | Halidesmus |
|                | |
|                | Halimuraena |
|                | |
|                | Halimuraenoides |
|                | |
|                | Haliophis |
|                | |
|                | Labracinus |
|                | |
|                | Manonichthys |
|                | |
|                | Natalichthys |
|                | |
|                | Ogilbyina |
|                | |
|                | Oxycercichthys |
|                | |
|                | Pectinochromis |
|                | |
|                | Pholidochromis |
|                | |
|                | Pictichromis |
|                | |
|                | Pseudochromis |
|                | |
|                | Pseudoplesiops |
|                | |
|                | Rusichthys |
|                | |
|                | Lubbockichthys multisquamatus |
|                | |
|                | Lubbockichthys myersi |
|                | |
|                | Lubbockichthys tanakai |
|                | |

|  | Lubbockichthys multisquamatus |
|  |                               |
|  | Lubbockichthys myersi         |
|  |                               |
|  | Lubbockichthys tanakai        |
|  |                               |